# Friedrich Wilhelm Stübner
Friedrich Wilhelm Stübner (* 6. Januar 1710 in Bayreuth; † 22. August 1736 in Münchberg) war ein deutscher Mathematiker, Philosoph und Hochschullehrer.

## Leben
Stübner war Sohn des Oberhofpredigers Georg Albrecht Stübner. Er absolvierte das Gymnasium Christian-Ernestinum in Bayreuth. 1727 wechselte er zum Studium der Philosophie und Mathematik an die Universität Leipzig, an der er sich bereits 1730 an der Philosophischen Fakultät habilitierte. Die Habilitationsschrift Theorema Harriotti de numero radicum verarum et falsarum wurde von seinem Schüler Georg Wilhelm Pötzinger verteidigt und fand zu seiner Zeit Aufmerksamkeit im Fachkreis. Aufgrund seiner Schrift De Bvrggrafiatv Norimbergensi ernannte ihn die Leipziger Philosophische Fakultät zum Assessor. 
Stübner war früh schwer erkrankt und war dennoch wissenschaftlich weiter sehr produktiv. Er war unter anderem Mitarbeiter der Neuen Zeitungen von gelehrten Sachen. Zudem führte er einen Gelehrtenstreit mit Gottfried Heinsius. Stübner vertrat die Meinung von Gottfried Wilhelm Leibniz und Heinsius die von René Descartes. Aufgrund seiner schwachen Gesundheit starb er bei einem Besuch in Münchberg. Bei seinem Tod war er fast vollständig erblindet.
Stübner wurde am 17. Juni 1733 als Mitglied in die Preußische Akademie der Wissenschaften gewählt.

## Werke (Auswahl)
- Theorema Harriotti de numero radicum verarum et falsarum. Respondent: Georg Wilhelm Poetzinger. Breitkopf, Leipzig 1720. (Digitalisat)
- De Bvrggrafiatv Norimbergensi. 2 Bände. Breitkopf, Leipzig 1730–1731. (Digitalisat Band 1), (Band 2)
- Beandam per Partum Vxorem Praeevnte Verba Divo Pavllo Apostolo I. Timoth. II. 15. Dissertatione philologica Inante. Diem VIII. Eid Ivnii CIƆ IƆ CC XXXIII. illustrant. Breitkopf, Leipzig 1733. (Digitalisat)
- Illustri Regiae Societati Scientiarum Borussicae quae Berolini floret. Leipzig 1734. (Digitalisat)
- Demonstratio verae mensurae virium motricium vivarum. Breitkopf, Leipzig 1734. (Digitalisat)